# ثارن
ثارن (به هلندی: Thorn) یک منطقهٔ مسکونی در هلند است که در ماس‌خاو واقع شده‌است.